# Bolboleaus parvicollis
Bolboleaus parvicollis är en skalbaggsart som beskrevs av Henry Fuller Howden 1985. Bolboleaus parvicollis ingår i släktet Bolboleaus och familjen Bolboceratidae. Inga underarter finns listade.